# Wincenty Adamowicz
Wincenty Adamowicz (ur. 21 kwietnia 1758 w województwie kijowskim − zm. 24 sierpnia 1811 w Sedanie) – podporucznik Legii Nadwiślańskiej.
Wstąpił 14 czerwca 1776 roku jako ochotnik do Wojska Polskiego. Służył w kawalerii. Odbył kampanie w Polsce. 
W roku 1802 wstąpił do Legionu Włoskiego, od 14 lutego służył w pułku jazdy. 1 sierpnia 1807 roku awansował na starszego sierżanta w 2 Pułku Piechoty Legii Polsko-Włoskiej, przemianowanej 31 marca 1808 roku na Legię Nadwiślańską. 
10 lipca 1811 roku został mianowany podporucznikiem. Zmarł w Sedanie w tym samym roku.